# Lanzelet

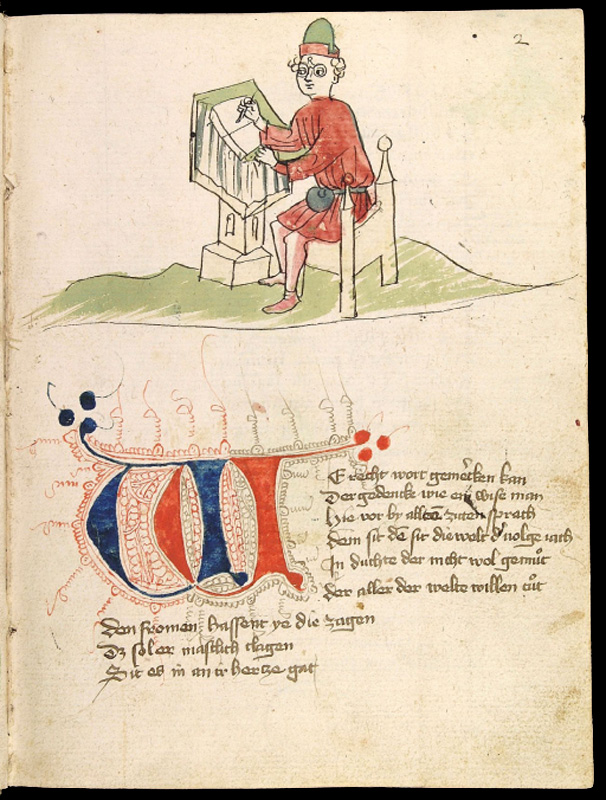
Ulrich von Zatzikhoven und die ersten Verse des »Lanzelet« im Codex Palatinus Germanicus 371 aus dem Jahr 1420.

Der Lanzelet ist ein um 1200 entstandener mittelhochdeutscher Artusroman Ulrichs von Zatzikhoven. Der Roman umfasst 9444 Verse und erzählt die Geschichte des Ritters Lanzelet (vgl. Lancelot) und seiner aventiuren. Sprachlich entstammt der Roman dem hochalemannischen Sprachraum.

## Inhalt
Der Text beginnt mit einem Prolog, der die zentralen Elemente von Lanzelets Aufstieg (manheit, name und künneschaft) benennt und nahtlos die Erzählung der Elternvorgeschichte anschließt. König Pant, Lanzelets Vater, herrscht tyrannisch, weil gleichmacherisch (er woltes algelîche wegen (V. 54)) und beratungsresistent (V. 58/59) über Genewis. Er stirbt bei einem Aufstand seiner Untertanen, der fliehenden Mutter wird der Sohn entzogen, um auf einer von Frauen bewohnten Insel erzogen zu werden. In ihm wächst der Wunsch die Welt kennenzulernen, woraufhin er sich rüstet und aufbricht. Es folgt des tumben Tors Begegnung mit dem Zwerg, der an Erecs Initialaventiure erinnert. Burgherr Johfrit de Liez ist es schließlich, der den jungen Lanzelet in den Ritterkünsten unterweist.
Lanzelet trifft auf die Ritter Kuraus und Orphilet, mit denen er gemeinsam zur Burg des gestrengen Galagandreiz zieht. Es kommt zur Liebesnacht zwischen Lanzelet und dessen Tochter, anschließend zum unhöfischen Zweikampf zwischen Lanzelet und Galagandreiz, in dem der Gastgeber den Tod findet. Lanzelet heiratet die Tochter des Galagandreiz und wird damit zum Landesherrn, der verschwenderisch mit seinen Mitteln umgeht (V. 1250).
Lanzelet bricht heimlich zu neuen Taten auf. Er wird gefangen genommen und im Kerker des Burgherrn Linier von Limors inhaftiert. In einer Kampfprobe besiegt Lanzelet einen Riesen, Löwen und Linier selbst, worauf er Ade, die Nichte Liniers heiratet und wiederum Landesherr wird. Die Episode bietet Allusionen an die Beschreibung von Enites Pferd aus dem „Erec“ (V. 1452ff.) und stellt den Helden zum zweiten Mal als unbekümmerten Kämpfer dar, der sorgenfrei durch sein Leben schreitet (so schon in Orphilets Bewertung V. 1341, sodann in V. 1686).
Er bricht erneut zu neuen Taten auf und kämpft mit Walwein, einem Artusritter. Der Kampf wird unentschieden beendet, Lanzelet siegt in der Folge beim Turnier in Djofle auch über die Ritter der Artusrunde, lehnt aber eine Einladung von König Artus an dessen Hof ab. Er reitet stattdessen nach Burg Schatel-le-mort, wo er den Zauberer Mabuz, den Sohn der Wasserfee, die ihn einst seiner Mutter entführte, trifft. Mabuz verkehrt Lanzelets Tapferkeit in Feigheit, Ade verlässt ihn, er bleibt als Feigling bei Mabuz, auf dessen Geheiß er den Nachbarn Iweret, den erklärten Feind der Wasserfee, tötet. Lanzelet heiratet dessen Tochter Iblis.
Eine Botin der Wasserfee erscheint und überbringt Lanzelet die Kunde seiner Herkunft und seines Namens. Zugleich erhält er ein Wunderzelt, das an Gottfrieds Minnegrotte gemahnt. Lanzelet der milde (V. 4759), nun seiner Herkunft gewiss und damit des Artushofes würdig, sucht den Hof seines Onkels Artus auf. Es kommt zum Kampf mit dem König Valerin, der mit dessen Unterwerfungsgelöbnis endet. Ein Fest wird am Artushof gefeiert. Lanzelet gerät in die Hand der Königin von Pluris, die ihn zu einer bigamistischen Ehe zwingt. Parallel zu Lanzelets Minnehaft, die ihn wîlent trûric, wîlent frô (V. 5645) macht, findet am Artushof eine Mantelprobe statt, die die Verfehlungen aller Damen bei Hof offenlegt (darin dem Ambraser Mantelfragment gleich). Nur Iblis besteht die Probe und erweist sich als ideale Dame. Nachdem am Ende der Mantelprobe von der Botin der Meerfee Lanzelets Aufenthaltsort bekannt gegeben worden ist, befreien Walwein, Karjet, Erec und Tristant ihn aus der Hand der Königin von Pluris.
Die Frau von König Artus, Ginover wird von König Valerin entführt und auf die uneinnehmbare Burg Verworrener Tann gebracht. Der Zauberer Malduc bietet seine Dienste an. Er knüpft daran allerdings die Bedingung, dass Erec und Walwein an ihn ausgeliefert werden, da sie sich des bislang ungesühnten Mordes an Malducs Verwandten schuldig gemacht haben. Valerins Burg wird erobert, er wird getötet und Ginover wird befreit. Erec und Walwein sind im Kerker auf Malducs Burg und sind dort mit dem Tode bedroht. Lanzelet befreit sie dort mit Hilfe seiner hundert Ritter, die von einem ex machina auftauchenden Riesen (V. 7535) in Malducs Burg gehoben werden. Malduc findet bei der Entsetzung der Artusritter den Tod. Ein Freudenfest am Hofe Königs Artus folgt. Auftritt der aufgrund eines Minnevergehens in einen Drachen verzauberten Dame Elidia, die durch einen Kuss Lanzelets befreit wird und fortan Minnerichterin am Artushof ist. Lanzelet kehrt auf den Thron von Genewis zurück und sieht dort seine Mutter wieder.
Lanzelet kehrt an den Artushof zurück und übernimmt die Herrschaft im Land seiner Frau Iblis. Es gibt Krönungsfeierlichkeiten in Dodone, wo Lanzelet als umsichtiger und (anders als sein Vater und Gegenbild Pant gerechter) König herrscht. Nach einem langen, glücklichen Leben endet die Geschichte von Lanzelet und Iblis an ihrem gemeinsamen Todestag. Der Text endet mit einem gedoppelten Epilog, in dem der Erzähler auf das Ende der Geschichte eine Fortsetzung folgen lässt (V. 9350/9351) und seine Quelle, das welsche buoch (V. 9341) aus der Hand Hucs de Morville, Geisel im Zuge der Gefangensetzung von Richard Löwenherz in Bayern, benennt. Der Text gibt sich damit als detailgetreue Wiedergabe einer – verlorenen – französischen Vorlage aus, was ihn auch für die romanistische Mediävistik zu einem beliebten Forschungsgegenstand gemacht hat.

## Forschung
Nachdem der Text lange Zeit als minderwertige Artusliteratur geringgeschätzt wurde, hat sich die neuere Forschung seit Ruh vermehrt des 'Lanzelet' angenommen; Zellmanns These vom didaktischen Roman steht dabei der Einschätzung MacLellands gegenüber, die die Dichtung als reines Unterhaltungswerk begreift und ihr keine didaktische Funktion zubilligt.

## Struktur und Motive
Der Versroman wird durch den Moment, in dem Lanzelet seinen Namen erfährt, geteilt. Diese Zäsur erfolgt in ungefähr der Mitte des Textes (Vers 4706). Der erste Teil besteht aus drei großen Episoden, die Lanzelets Kindheit, Adoleszenz und Mannwerdung schildern. Durch Initialbuchstaben sind im Manuskript einzelne Textabschnitte gekennzeichnet, die jeweils den Episoden (Aventiuren) in etwa entsprechen.
Dem ersten Abenteuer (Galagandreiz-Episode) ist die Vorgeschichte mit Lanzelets Vater vorangestellt, ohne sie jedoch in Inhalt und Umfang gleichwertig zu den anderen Episoden auszugestalten. In den drei folgenden Episoden sind jeweils mehrere Aspekte deutlich abgehandelt: ein zu besiegender Herrscher, eine junge Frau, eine Kampfsituation, eine Entwicklung Lanzelets. Die Episoden schildern prototypisch die ehrhafte Mannwerdung als aufeinander aufbauende Lebensabschnitte.
„Dreimal wird hier [im Lanzelet] dasselbe Thema variiert: Lanzelet kämpft wegen eines Mädchens oder um ein Mädchen mit dessen Onkel oder Vater. Die Kämpfe werden von Mal zu Mal schwieriger und die Gefahren größer. Auf die Begegnung mit dem Messerwerfer Galagandreiz folgt der dreifache Kampf auf Limors und am Ende steht die komplexe Situation mit Mabuz und Iweret. […] Die Rückseite sozusagen der sich steigernden Krafttaten ist eine sich steigernde Gefährdung und Hilflosigkeit. In Moreiz lässt er sich harmlos verführen und gerät dadurch in eine prekäre Situation. Auf Limors wird er überwältigt und gefangengesetzt, auf Schatel le mort ist er aufgrund eines Zaubers völlig hilflos.“
Dabei verändert sich die Rolle der Frau:
- Galagandreiz’ namenlose Tochter verliebt sich nicht in Lanzelet, sie wählt ihn erst als Liebespartner, nachdem die anderen beiden Ritter ihr Minne-Ansinnen als zu riskant ablehnten. Körperliche Liebe um ihrer selbst willen. (Lüsternheit)
- Ade verliebt sich auf keusche Weise in Lanzelet, als sie ihn vor der Burg kämpfen sieht; sie hilft, gibt ihn aber vorschnell auf. Körperliche Liebe als Zeichen einer Liebesbeziehung. (pragmatische Ehefrau)
- Iblis erst ist die perfekte Partnerin. Sie verliebt sich auch beim ersten Anblick von Lanzelet in ihn; jedoch ist er nicht einmal körperlich präsent, denn sie sieht ihn das erste Mal im Traum. Die Beziehung mit Iblis beginnt völlig körperlos im Traum, und eine körperliche Liebe wird nicht mehr formuliert (hohe Minne).

Solche Steigerungen in Dreier-Stufen finden sich mehrfach. Dabei stellt die dritte Station zumeist das zu erreichende Ideal dar.
- Einladung an Artus’ Hof zu kommen:
  - Die erste schlägt Lanzelet nach der Tötung Galagandreiz’ aus; Orphilet hatte ihm dies empfohlen.
  - Die nächste Einladung überbringt Walwein nach Lanzelets Sieg über Linier.
  - Schließlich lädt Artus nach dem Turnier bei Djofle Lanzelet selbst ein; diesen hält nur noch sein ihm nicht bekannter Name davon ab.
- Liniers Kampfprobe besteht aus drei Kämpfen, wobei die Steigerung hier nicht so deutlich wird:
  - Riese
  - Löwen
  - Linier selbst.
- Die Kämpfe insgesamt sind ebenfalls gesteigert:
  - gegen Galagandreiz: wird zum Kampf gefordert; Sieg durch List
  - gegen Linier: geht in den Kampf, um aus dem Kerker zu kommen; Lanzelet macht einen mitleiderregenden Eindruck (Linier wollte eigentlich nicht kämpfen, sondern muss dazu erst überredet werden); Kampf ohne List
  - gegen Iweret: Lanzelet fordert den Kampf offen nach einem Ritual und besteht darin wie ein Mann.
- Das Turnier bei Djofle dauert drei Tage:
  - am ersten Tag kämpft Lanzelet allein
  - am zweiten in der Gruppe des Grafen Ritschart und
  - am dritten vereinigen sich die Ritterscharen des Grafen und eines ungenannten Fürsten, und er kämpft für diese große Gruppe.

Das ritterliche Ideal kann erst im Kampf mit Iweret und der anschließenden Beziehung mit Iblis erfüllt werden.
Im zweiten Teil wird Lanzelet Teil des Artushofs. Nach einer Weile reist er jedoch ab, um eine in Vers 421ff erlittene Schmach zu rächen. Der Ort (Plûrîs) wurde im Laufe des ersten Teils mehrfach erwähnt. Lanzelet muss nun wieder „durch die Stufe der Demütigung und Gefangenschaft gehen, bevor er die höchste Stufe erreichen kann“. Die Geißelung des Zwerges, der durch diese Aktion erst eine Handlung zwischen Lanzelet und der Plûrîs-Herrin in Gang bringt, und Lanzelets frühere Nicht-Rache dessen entspricht der Demütigung, die in der Gefangennahme auf Limors und der Lethargie in Schatel le mort ihre Entsprechung findet. Dieses Mal ist allerdings kein „väterlicher“ Beschützer zu bezwingen, wie es im ersten Teil noch üblich war. Stattdessen besiegt Lanzelet hundert Krieger. Die Herrin findet solchen Gefallen an ihm, dass sie ihn nicht wieder fortlassen will (sie nimmt ihn in „Minnehaft“). Nach einem Jahr gelingt es Lanzelet mittels einer List und durch die Hilfe der befreundeten Artusritter zu entkommen.
Während die namenlose Tochter einfach aus dem Text verschwand, wurde Ades Verschwinden aus dem Text extra betont, als sie ihn verließ. Als Lanzelet Iblis verließ, sollte dies nur temporär sein. Der einst Verlassene und nun temporäre Verlasser wird durch die Herrin von Plûrîs festgesetzt. Ein reguläres Verlassen ist hier unmöglich, Lanzelet bleibt nur die Flucht. In der Tradition des Artusromans ist die Affektregulierung und Triebkonditionierung vom Artushof stets ausgelagert. Am Artushof kann nur eine Beziehung wie die mit Iblis existieren, zu der sich Lanzelet zurücksehnt, was seine Vollkommenheit bestätigt.
Das Prinzip der triuwe, deren Mangel den ersten Teil dominierte (z. B. Pants beendete Gewaltherrschaft, Iwerets Erbraub an der Meerfee, Ades rasche Abwendung von Lanzelet), bestimmt auch den zweiten Teil (z. B. Lanzelet bleibt in Plûrîs insofern treu, als er stets zu Iblis zurückstrebt, Iblis passt als einziger der Mantel, Lanzelet hält Artus und seinen Mitrittern die Treue und steht ihnen bei) und kulminiert schließlich in der Episode mit dem Drachen. Die Geschichte des aus Treulosigkeit in einen Drachen verwandelten Mädchens fasst noch einmal den Kernproblemkreis zusammen.